# Татьяна Єчменіца
Татьяна Єчменіца (нар. 4 липня 1978) — колишня сербська тенісистка.
Найвищу одиночну позицію світового рейтингу — 72 місце досягла 24 червня 1996, парну — 88 місце — 29 липня 1996 року.
Здобула 6 одиночних та 3 парні титули туру ITF.
Найвищим досягненням на турнірах Великого шолома було 2 коло в одиночному та парному розрядах.
Завершила кар'єру 2005 року.

## Фінали ITF

### Одиночний розряд: 9 (6–3)
| Легенда          |
| ---------------- |
| турніри $100,000 |
| турніри $75,000  |
| турніри $50,000  |
| турніри $25,000  |
| турніри $10,000  |

| Фінали за покриттям |
| ------------------- |
| Тверде (1–0)        |
| Ґрунт (5–2)         |
| Трава (0–0)         |
| Килим (0–1)         |

| Результат | Ранг | Дата              | Рівень | Турнір                      | Покриття  | Суперниця           | Рахунок                  |
| --------- | ---- | ----------------- | ------ | --------------------------- | --------- | ------------------- | ------------------------ |
| Поразка   | 1.   | 4 квітня 1993     | 10,000 | ITF Марса, Мальта           | Ґрунт     | Стефанія Індеміні   | 2–6, 6–2, 2–6            |
| Поразка   | 2.   | 13 червня 1993    | 10,000 | ITF Мурська, Словенія       | Ґрунт     | Ріта Куті-Кіш       | 2–6, 3–6                 |
| Перемога  | 1.   | 12 вересня 1993   | 10,000 | ITF Варна, Болгарія         | Ґрунт     | Антоанета Пандєрова | 6–2, 3–6, 6–2            |
| Перемога  | 2.   | 30 січня 1994     | 10,000 | ITF Остін, США              | Тверде    | Тетяна Панова       | 6–4, 6–7(9–11), 7–6(8–6) |
| Перемога  | 3.   | 19 червня 1994    | 10,000 | ITF Марибор, Словенія       | Ґрунт     | Зденька Малкова     | 6–1, 6–7(6–8), 6–3       |
| Перемога  | 4.   | 3 липня 1994      | 25,000 | ITF Файгінген, Німеччина    | Ґрунт     | Комлева Світлана    | 6–3, 7–6(7–5)            |
| Поразка   | 3.   | 20 листопада 1994 | 25,000 | ITF Бад-Ґеґґінґ, Німеччина  | Килим (i) | Зілке Маєр          | 6–4, 4–6, 3–6            |
| Перемога  | 5.   | 11 червня 1995    | 25,000 | ITF Новий Сад, ФР Югославія | Ґрунт     | Андреа Гласс        | 7–6(6–4), 6–1            |
| Перемога  | 6.   | 6 серпня 1995     | 25,000 | ITF Будапешт, Угорщина      | Ґрунт     | Барбара Мулей       | 6–3, 6–2                 |

### Парний розряд: 7 (3–4)
| Легенда          |
| ---------------- |
| турніри $100,000 |
| турніри $75,000  |
| турніри $50,000  |
| турніри $25,000  |
| турніри $10,000  |

| Фінали за покриттям |
| ------------------- |
| Тверде (0–1)        |
| Ґрунт (2–3)         |
| Трава (0–0)         |
| Килим (1–0)         |

| Результат | Ранг | Дата              | Рівень | Турнір                           | Покриття  | Партнерка           | Суперниці                                 | Рахунок       |
| --------- | ---- | ----------------- | ------ | -------------------------------- | --------- | ------------------- | ----------------------------------------- | ------------- |
| Поразка   | 1.   | 30 жовтня 1994    | 25,000 | ITF Пуатьє, Франція              | Тверде    | Светлана Кривенчева | Людмила Ріхтерова Гелена Вілдова          | 6–7, 1–6      |
| Перемога  | 1.   | 20 листопада 1994 | 25,000 | ITF Бад-Ґеґґінґ, Німеччина       | Килим (i) | Кетеліна Крістя     | Катержина Крупова-Шишкова Яна Поспішилова | 3–6, 6–3, 6–2 |
| Поразка   | 2.   | 10 червня 1995    | 25,000 | ITF Новий Сад, ФР Югославія      | Ґрунт     | Антоанета Пандєрова | Лаура Монтальво Ларісса Шерер             | 7–5, 1–6, 1–6 |
| Поразка   | 3.   | 9 липня 1995      | 25,000 | ITF Файгінген, Німеччина         | Ґрунт     | Олена Татаркова     | Генрієта Надьова Радка Зрубакова          | 3–6, 6–7      |
| Перемога  | 2.   | 6 серпня 1995     | 25,000 | ITF Будапешт, Угорщина           | Ґрунт     | Светлана Кривенчева | Магдалена Фейстель Гелена Вілдова         | 6–4, 6–3      |
| Перемога  | 3.   | 17 травня 1998    | 10,000 | ITF Новий Сад, ФР Югославія      | Ґрунт     | Драгана Зарич       | Антоанета Пандєрова Десислава Топалова    | 6–2, 7–5      |
| Поразка   | 4.   | 24 липня 2004     | 10,000 | ITF Палич, Сербія and Чорногорія | Ґрунт     | Ана-Марія Зуборі    | Каролина Йованович Наташа Зорич           | 1–6, 4–6      |